# El Batan
El Batan ou El Battan (arabe : البطان) est une ville tunisienne située à 35 kilomètres à l'ouest de Tunis sur la rive droite de la Medjerda face à Tebourba.
Rattachée au gouvernorat de la Manouba, elle constitue une municipalité comptant 6 453 habitants en 2014 et le chef-lieu d'une délégation.
La cité se trouve au centre d'une grande plaine où se pratique une agriculture intensive d'irrigation. Elle est aussi connue par l'élevage de chevaux ; il s'y trouve une filiale de la Fondation nationale d'amélioration de la race chevaline. Pendant le protectorat français, El Battan a été un endroit stratégique pour l'installation des agriculteurs ; des maisons de style français y existent toujours.
Un pont-barrage d'origine romaine permet de franchir la Medjerda. Traditionnellement le lavage et le foulage de la laine s'y pratiquaient notamment pour la fabrication des chéchias.